# Карл Вільгельм Краузе
Карл Вільгельм Краузе (нім. Karl Wilhelm Krause; 5 березня 1911 — 6 травня 2001) — німецький офіцер, гауптштурмфюрер СС. Камердинер Адольфа Гітлера (1934—1939). Кавалер Німецького хреста в золоті.

## Біографія
Після закінчення школи навчався на столяра. В 1931 році поступив на службу в рейхсмаріне. В 1934 році був особисто відібраний Гітлером прислугою. 2 липня 1934 року вступив у СС (посвідчення №236 858). Під час Польської кампанії Гітлер звинуватив Краузе у спробі отруїти його, оскільки той подав йому польську воду замість німецької мінеральної. Краузе розпочав суперечку і Гітлер звільнив його. Наступником Краузе став Гайнц Лінге.
Краузе продовжив службу в крігсмаріне, учасник Норвезької кампанії. Згодом корабель, на якому він служив, потопили, але Краузе вижив. Після цього Гітлер реабілітував його і призначив ад'ютантом від СС в рейхсканцелярії. В грудні 1943 року Краузе продовжив воювати, цього разу у військах СС. Учасник боїв на радянсько-німецькому фронті.
В  травні 1945 році взятий в полон американцями, в червні 1946 року звільнений. Працював офіціантом та дизайнером інтер'єру.

## Нагороди
- Почесний кут старих бійців із зіркою
- Німецька імперська відзнака за фізичну підготовку сріблі
- Спортивний знак СА в бронзі
- Медаль «За вислугу років у Вермахті» 4-го класу (4 роки)
- Медаль «У пам'ять 13 березня 1938 року»
- Медаль «У пам'ять 1 жовтня 1938» із застібкою «Празький град»
- Медаль «У пам'ять 22 березня 1939 року»
- Залізний хрест 2-го і 1-го класу
- Нагрудний знак есмінця
- Нарвікський щит
- Медаль «За зимову кампанію на Сході 1941/42»
- Нагрудний знак «За танкову атаку» в сріблі
- Німецький хрест в золоті — як командир взводу 2-го дивізіону 12-го танкового полку 12-ї танкової дивізії СС «Гітлер'югенд».